# Metro van Jekaterinenburg
De Metro van Jekaterinenburg (Russisch: Екатеринбургский Метрополитен; Jekaterinboergski Metropoliten) is een metronetwerk in de Russische stad Jekaterinenburg. Er is één actieve lijn.

## Geschiedenis
De planning voor de bouw werd gestart op 28 augustus 1980 in opdracht van Boris Jeltsin, toen eerste secretaris was van het Sverdlovskcomité van de CPSU. Met deze lijn zouden de arbeiders van de Oeralmasjfabriek makkelijker in het centrum moeten kunnen komen om de demonstraties ter ere van de 1 mei-viering en de herdenking van de Oktoberrevolutie te kunnen bijwonen.
In 1982 begon de bouw van de eerste lijn, Oeralskaja. Oorspronkelijk zou deze het terrein van de Oeralmasjfabriek bereiken, maar vanwege de hoge kosten kwam het station iets zuidelijker te liggen, in het gelijknamige gebied. Veel van de stations werden op grote diepte aangelegd. De lijn zou gereed moeten komen in 1989, maar in maart 1991 waren er nog maar drie stations gereed (Prospekt Kosmonavtov, Oeralmasj en Masjinostroitelej). Op 26 april 1991 werd de metrolijn geopend, de 6e metrolijn van de RSFSR en de 13e van de Sovjet-Unie, die kort daarna ophield te bestaan. Een paar maanden later werd de lijn verlengd tot station Oeralskaja en in 1994 werden de stations Dinamo en Plosjtsjad 1905 Goda in het centrum van de stad bereikt, waarmee het net uit zes stations bestond. In 2002 kwam het zevende station, Geologitsjeskaja, gereed na enige jaren vertraging door de economische crisis van de jaren 90. Dit kwam voor een belangrijk deel doordat Jeltsin, die in de buurt van de stad werd geboren, tijdens zijn presidentsperiode gelden vrijmaakte voor de bouw. In 2005 kondigde de burgemeester van Jekaterinenburg de bouw van het station Botanitsjeskaja en een aantal daarop volgende stations aan. In november 2006 werd aangekondigd dat Tsjkalovskaja en Botanitsjeskaja over 2,5 jaar zouden worden geopend en dat Botanitsjeskaja bovengronds zal komen te liggen. Op 28 november 2011 opende station Botanitsjeskaja, zonder de twee tussenliggende stations. Een ervan, Tsjkalovskaja (Чкаловская), werd op 28 juli 2012 geopend, het andere voor onbepaalde tijd uitgesteld.
In augustus 2007 werden plannen gemaakt voor een tweede metrolijn tussen de woonwijken VIZ en Vtoezgorodok.

## Tracé
De lijn loopt vanuit de woonwijk Oeralmasj ten noorden van het industriegebied van Oeralmasj naar het centrale bus- en treinstation van Jekaterinenburg. Er zijn nog twee lijnen gepland voor de toekomst, maar het is niet waarschijnlijk dat daarmee op korte termijn wordt gestart. De metro wordt momenteel bediend door 1 depot, Kalinovskoje, en heeft 56 treinstellen.

## Stations

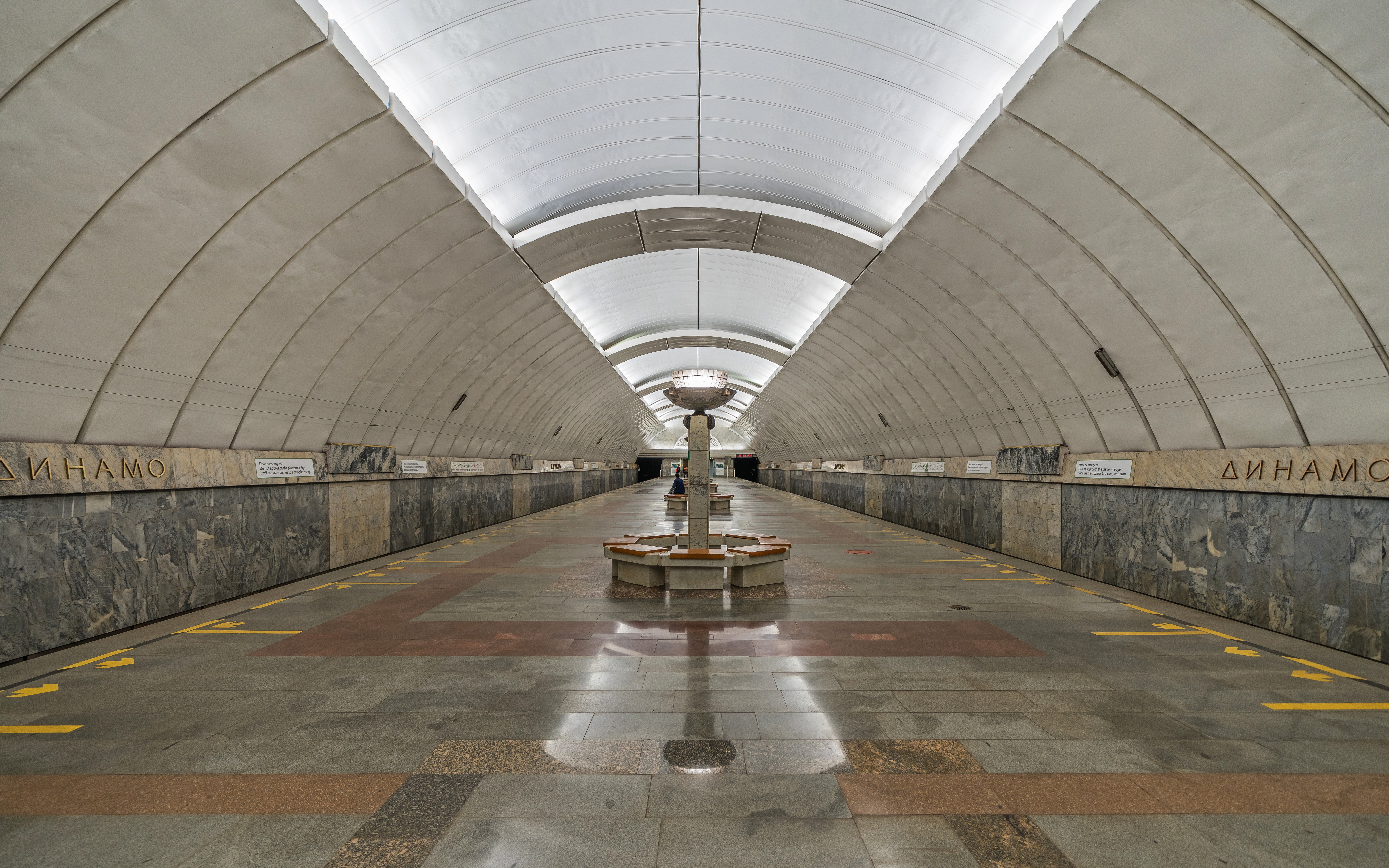
Metrostation Dinamo

Zoals gebruikelijk in de Sovjet-Unie werden de stations diep aangelegd. Ze zijn echter niet in dezelfde mate versierd als die van de Moskouse metro, al was dit in eerste instantie wel gepland. De verslechterde economische omstandigheden zorgden er echter voor dat de oorspronkelijke ontwerpen vaak niet konden worden doorgevoerd. De versieringen bestaan vooral uit modernistische kunst. De perrons zijn gemiddeld 100 meter lang en berekend op metro's met 5 wagons. De stations hebben camerabewaking en het fotograferen van de stations is verboden. In toenemende mate komt er marginale bedrijvigheid in de ondergrondse entrees van de metro's, maar deze is verboden voorbij de plek waar het echte metrogebied begint.

## Praktische informatie
De metro is geopend van 6.00 tot 24.00 uur. In de spits komt er elke 4 minuten een metro langs.
De prijs is relatief laag en bedroeg in 2017 28 roebel per rit. Metromunten kunnen worden gekocht bij de loketten naast de toegang tot de roltrappen.
| Lijn | Naam                   | Traject                                | Geopend | Lengte  | Stations |
| ---- | ---------------------- | -------------------------------------- | ------- | ------- | -------- |
| 1    | Oeralskaja             | Prospekt Kosmonavtov ↔ Botanitsjeskaja | 1991    | 12,8 km | 9        |
| 2    | Verch-Isetskaja        | n.v.t.                                 | n.v.t.  | n.v.t.  | n.v.t.   |
| 3    | Posadsko-Sjartasjskaja | n.v.t.                                 | n.v.t.  | n.v.t.  | n.v.t.   |

## Kerngegevens
- aantal metrowagons in gebruik: 56
- wagons per metrostel: 4
- aantal passagiers per jaar: 25 miljoen
- lengte voltooid: 12,8 km (9 stations)
- spoorbreedte: 1524 mm
- voeding: 825 V gelijkstroom via derde rail